# Предприятие общественного питания

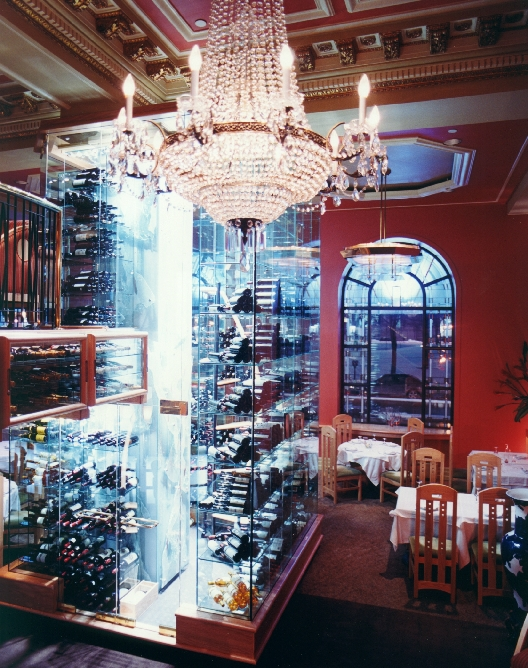
Ресторан Le Piment Rouge в Монреале

Предприятие общественного питания — общее название организации, которая оказывает услуги общественного питания (общепита) посредством производства кулинарной продукции, её реализации и организации питания различных групп населения.

## Типы предприятий

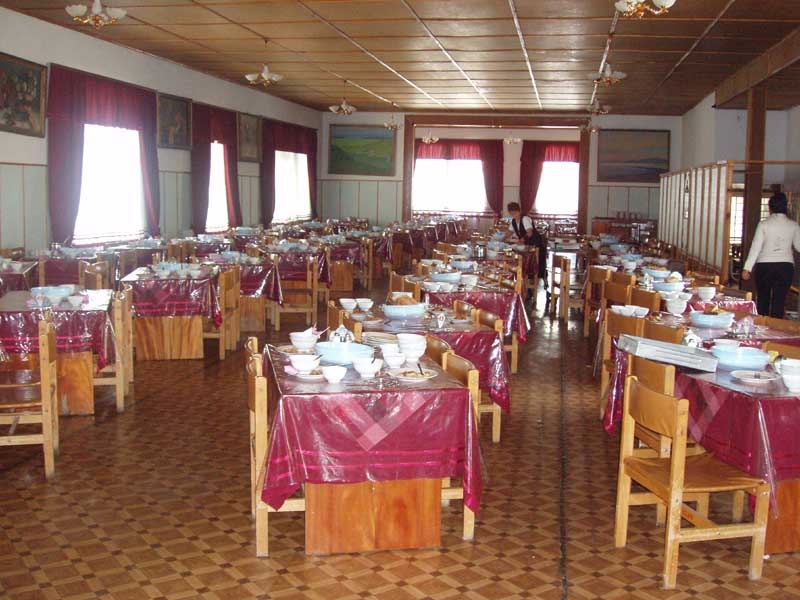
Столовая курорта Иссык-Ата, Киргизия

- Бар — отличается ограниченным ассортиментом продукции: алкогольные и безалкогольные напитки, закуски, десерты, мучные кондитерские и булочные изделия. Рабочие помещения баров не предусматривают приготовление блюд, а также мытьё жирной посуды. Способ реализации — через барную стойку. По ассортименту бары подразделяются на: молочные, пивные, винные, коктейль-бары, гриль-бары и т. п. По специфике дополнительного сервиса — видеобар, варьете-бар, стриптиз-бар и др. По времени функционирования также различают дневные и ночные бары[1].
- Буфет — небольшое предприятие питания с ограниченным ассортиментом. Буфеты часто организовывают в местах, где полномасштабное заведение общепита не требуется, либо в дополнение к нему.
- Закусочная — предприятие питания с ограниченным ассортиментом блюд несложного приготовления, предназначенное для быстрого обслуживания посетителей. По ассортименту реализуемой продукции закусочные подразделяются на предприятия общего типа и специализированные: пельменную, сосисочную, блинную, пирожковую, пончиковую, чебуречную, шашлычную, чайную, рюмочную, пышечную и пр.; по типу реализации — закусочная, бистро, кафетерий и т. д.[1]
- Кафе — предприятие по организации питания и отдыха посетителей с ограниченным по сравнению с ресторанным ассортиментом продукции. По ассортименту реализуемой продукции подразделяются на: кафе-мороженое, кафе-кондитерская, кафе-молочная; по контингенту — на молодёжное, детское и др.[1]
  - Кафе-пиццерия — разновидность кафе с ассортиментом пиццы[2].
  - Кафетерий — небольшое кафе с ограниченным ассортиментом блюд, работающее по системе самообслуживания.
- Кофейня — предприятие общественного питания, специализирующееся на изготовлении и реализации с потреблением на месте широкого ассортимента горячих напитков из кофе, какао и чая, мучных блюд и мучных булочных и кондитерских изделий, кулинарной продукции из полуфабрикатов высокой степени готовности в ограниченном ассортименте, а также алкогольных напитков и покупных товаров.
- Магазин кулинарии — предприятие общественного питания, имеющее собственное кулинарное производство и реализующее потребителям кулинарные изделия, полуфабрикаты, мучные булочные и кондитерские изделия и покупные продовольственные товары. Допускается организация кафетерия в торговом зале магазина кулинарии.
- Предприятие быстрого обслуживания — реализует узкий ассортимент блюд, изделий, напитков несложного изготовления, как правило, из полуфабрикатов высокой степени готовности, и обеспечивающее минимальные затраты времени на обслуживание потребителей. Размещают в местах интенсивного движения и массового скопления потребителей: в торговых комплексах и центрах (зоны ресторанных двориков), кинотеатрах, на центральных улицах и площадях, в зонах отдыха и др. Могут добавлять к наименованию слово «экспресс» или «бистро». Могут быть оборудованы в киосках и автоприцепах, не иметь собственного зала и реализовывать продукцию собственного производства через раздаточное окно.
  - Киоск — продажа кебабов, шаурмы, хот-догов и т. п.
- Ресторан — предприятие общественного питания с широким ассортиментом блюд сложного приготовления, включая заказные и фирменные. Отличается повышенным уровнем обслуживания в сочетании с организацией отдыха посетителей. По ассортименту реализуемой продукции рестораны могут специализироваться как: рыбные, пивные, с национальной кухней и т. д[1].
- Столовая — общедоступное или обслуживающее определённый контингент предприятие питания, производящее и реализующее кулинарную продукцию. По ассортименту реализуемых блюд столовые разделяются на общего типа и диетическую. Диетическая столовая специализируется на приготовлении и реализации диетических блюд[1].
  - Столовая-раздаточная — предприятие питания, реализующее привозимую готовую кулинарную продукцию[1].
- Комплексное предприятие общепита — одновременно осуществляют функции нескольких специализированных предприятий питания, например: ресторан, кафе, закусочная и магазин кулинарии.

Предприятия общепита могут располагаться как в общественных местах, доступных для всех граждан (так называемая общедоступная сеть), так и на территории учреждений и предприятий, обслуживая только работающих там лиц (так называемая закрытая сеть). В общедоступной сети выделяются, помимо отдельных предприятий разных собственников, единоуправляемые группы технологически взаимосвязанных предприятий питания и сопутствующих предприятий. Эти подсети — при наличии единого собственника — также носят названия «сетей питания» с организационной точки зрения. Крупнейшие из них имеют фирменные («Русское бистро», «Макдоналдс») или функциональные («Сеть школьных столовых») наименования.
В экономическом анализе и при проектировании предприятия общественного питания характеризуются такими показателями, как вместимость (количество мест в обеденном зале), производительность (количество блюд, производимых в смену).

## История

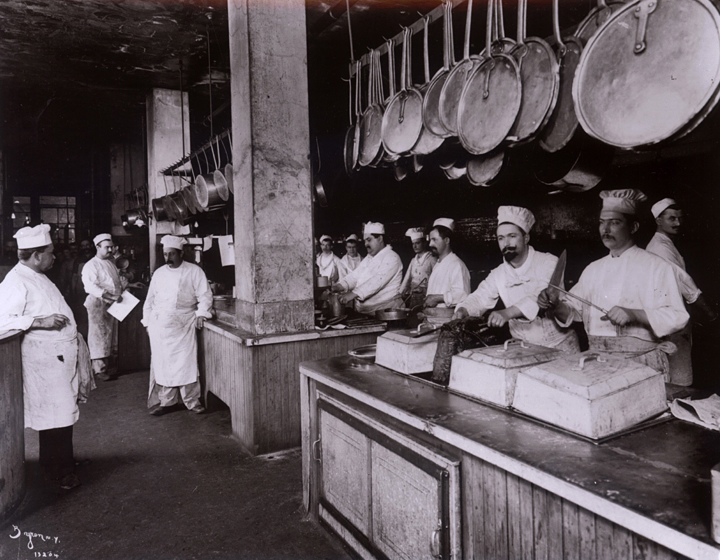
Работники ресторана Delmonico's Restaurant, Нью-Йорк, 1902.

Предприятия общественного питания известны со времён Античности. В древнеримских поселениях были найдены термополии — трактиры или бары, где подавали горячую еду и вино с пряностями. 
В Древнем Китае общественное питание уже в X веке достигло значительного уровня: существовали специальные дома, где посетители могли получить изысканные блюда различной температуры. Китайские рестораны, в частности, использовались для питания чиновниками.
Европейские и китайские традиции общественного питания имели кардинальное отличие: в Европе трактиры предназначались для путешественников и бедняков и презирались остальной публикой; в Китае наоборот — рестораны посещали представители знати, а употребление пищи регулировалось правилами этикета.
Современный ресторанный бизнес зародился в Париже в XVIII веке. В предыдущие столетия в городе существовали таверны с большим общим столом, отличавшиеся теснотой, шумом, неопрятностью и плохой пищей. Но примерно в 1765 году на Rue des Poulies открылось новое заведение, получившее название «Bouillon». В нём посетители обслуживались за отдельными столиками, выбор блюд осуществлялся по меню, а специализацией кухни были супы (бульоны) из мяса и яиц, которым приписывался восстанавливающий (фр. restaurer — восстанавливать, укреплять, кормить) эффект. Вскоре аналогичные заведения начали появляться по всему Парижу. Супы, предлагавшиеся в ресторанах, постепенно перешли из разряда лекарства в разряд здоровой, и, наконец, обыкновенной пищи. 
К концу XVIII века наряду с обычными ресторанами стали появляться и предлагавшие изысканные блюда (т. е. рестораны в современном значении русского слова).
В Соединённых Штатах общественное питание входило в общее предложение постоялых дворов, а отдельные заведения, предлагавшие только пищу, стали появляться в конце XVIII века. 
В течение XIX века предприятия общественного питания концентрировались в густонаселённых городах, лидером по их количеству был Запад, затем — Восточное побережье, а самая низкая плотность приходилась на южные штаты.

## Экономика

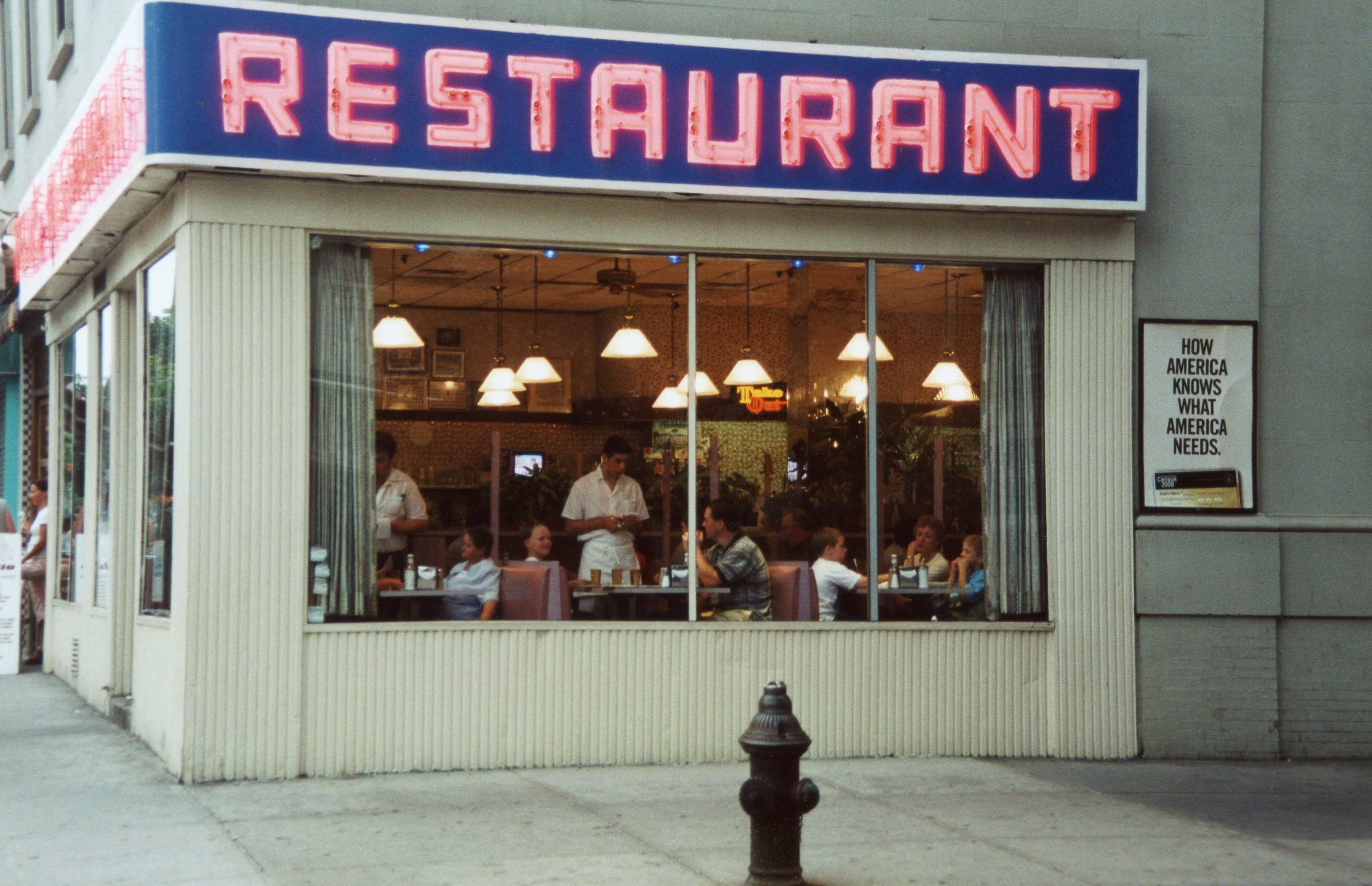
Tom's Restaurant на Манхэттене

Многие предприятия общественного питания относятся к малому бизнесу, среди них заметную долю составляют рестораны, открываемые по франшизе. Среди работников мелких ресторанов значительную долю составляют иммигранты, что отражает относительно низкую стоимость открытия бизнеса и культурные особенности питания. Основными профессиями отрасли являются повар и официант (кассир).

### Евросоюз
В 27 странах Евросоюза насчитывается около 1,6 млн предприятий общественного питания, 75 % которых относится к малому и среднему бизнесу.

### США
По состоянию на 2006 год в США насчитывалось около 500 тыс. предприятий общественного питания, общая ёмкость рынка составляла 260 млрд долларов.
Американцы тратят на питание в ресторанах, как писал «Ва́шингтон пост» в 2014 году, 683,4 млрд долларов в год.
В 2013 году в ресторанном бизнесе работало 913 тыс. поваров со средней зарплатой 9,83 доллара в час. Количество официантов составляло 4 438 100 в 2012 году при средней зарплате 8,84 доллара в час.
По данным исследования, проведённого в Кливленде, штат Огайо, только каждый четвёртый пункт питания сменил владельца или закрылся через год после появления, через три года соотношение составило 6 из 10 (при этом смена владельца не всегда была вызвана плохими финансовыми показателями). То же соотношение обнаружено и при исследовании ресторанов, открытых по франшизе.

### Канада
В Канаде зарегистрировано около 87 тыс. коммерческих предприятий общественного питания, или 26,4 на 10 000 населения. 63 % предприятий являются независимыми брендами, остальные 37 % принадлежат сетевым ресторанам и большая их часть работает по франшизе.